# Lövplattmask
Lövplattmask, Obama nungara, är en plattmaskart som beskrevs av Fernando Carbayo med flera 2016. Den härstammar ursprungligen  från Sydamerika men har passivt introducerats till Europa där den kategoriseras som en invasiv art. Den är 5-8 cm lång och cirka 0,5 cm bred.

## Utbredning
Lövplattmask härstammar från Sydamerika. Populationerna i Brasiliens två sydligaste delstater: Santa Catarina och Rio Grande do Sul är helt säkert ursprungliga. Arten förekommer även i Argentina, där den antingen kan vara ursprunglig eller introducerad.

### Introducerade populationer
Sedan 2008 har den hittats i ett antal europeiska länder, men verkar främst vara spridd i Frankrike. Den är rapporterad från Guernsey, Storbritannien, Frankrike, Spanien, Italien och, mer nyligen även i Belgien, Nederländerna, Schweiz, Slovakien. Tyskland och Sverige.

### Förekomst i Sverige
I början av november 2024 upptäcktes plattmasken vid en inventering av främmande sniglar och snäckor i en offentlig plantering i centrala Malmö. Den 11 november upptäcktes ett trettiotal individer vid den plantskola som växterna kom ifrån. Förmodligen har plattmaskarna kommit med plantorna ifrån den tyska leverantören. Naturvårdsverket har begärt att regeringen inför nödåtgärder.

## Utseende och anatomi

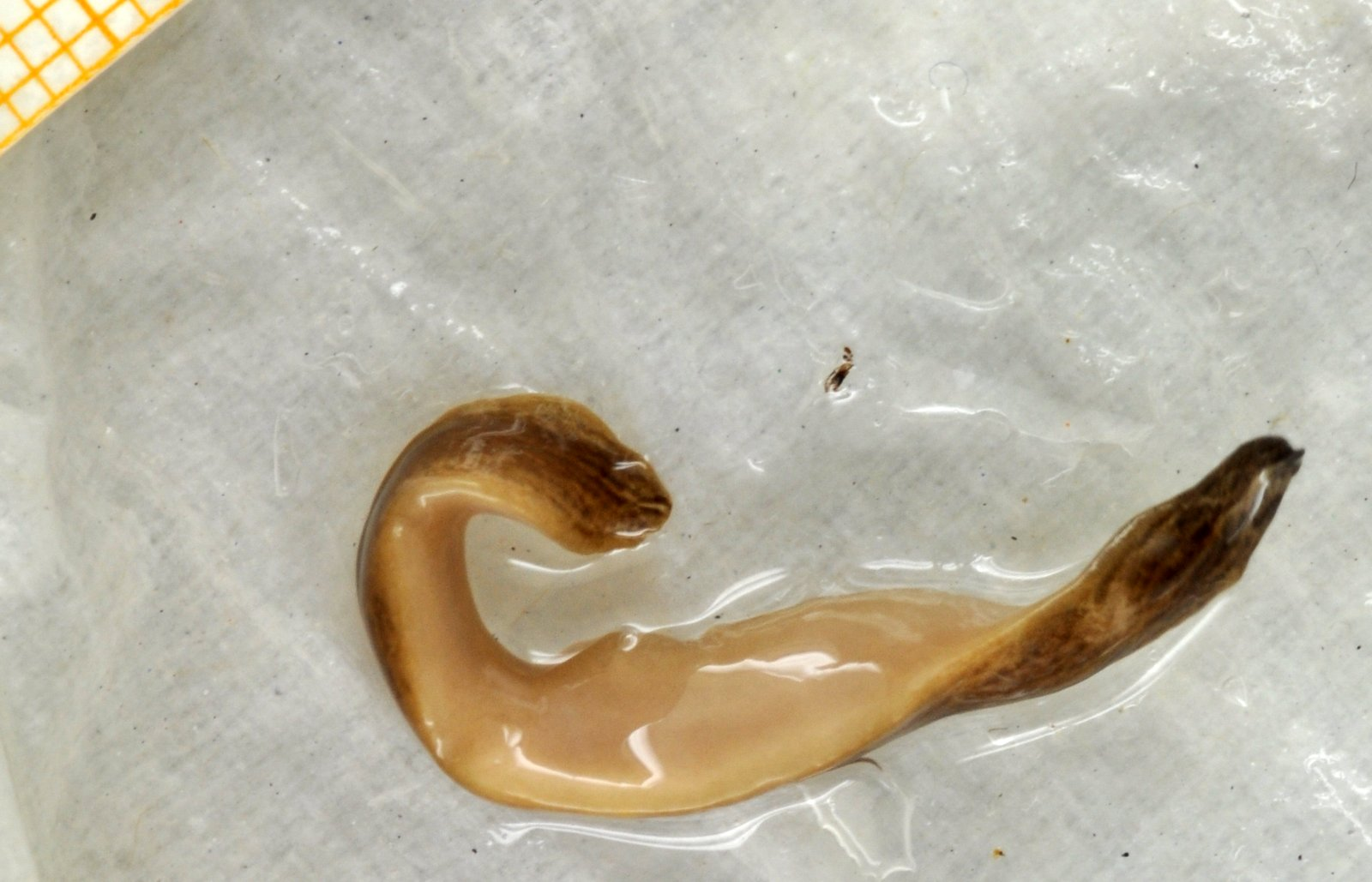
Den ventrala sidan av Lövplattmask.

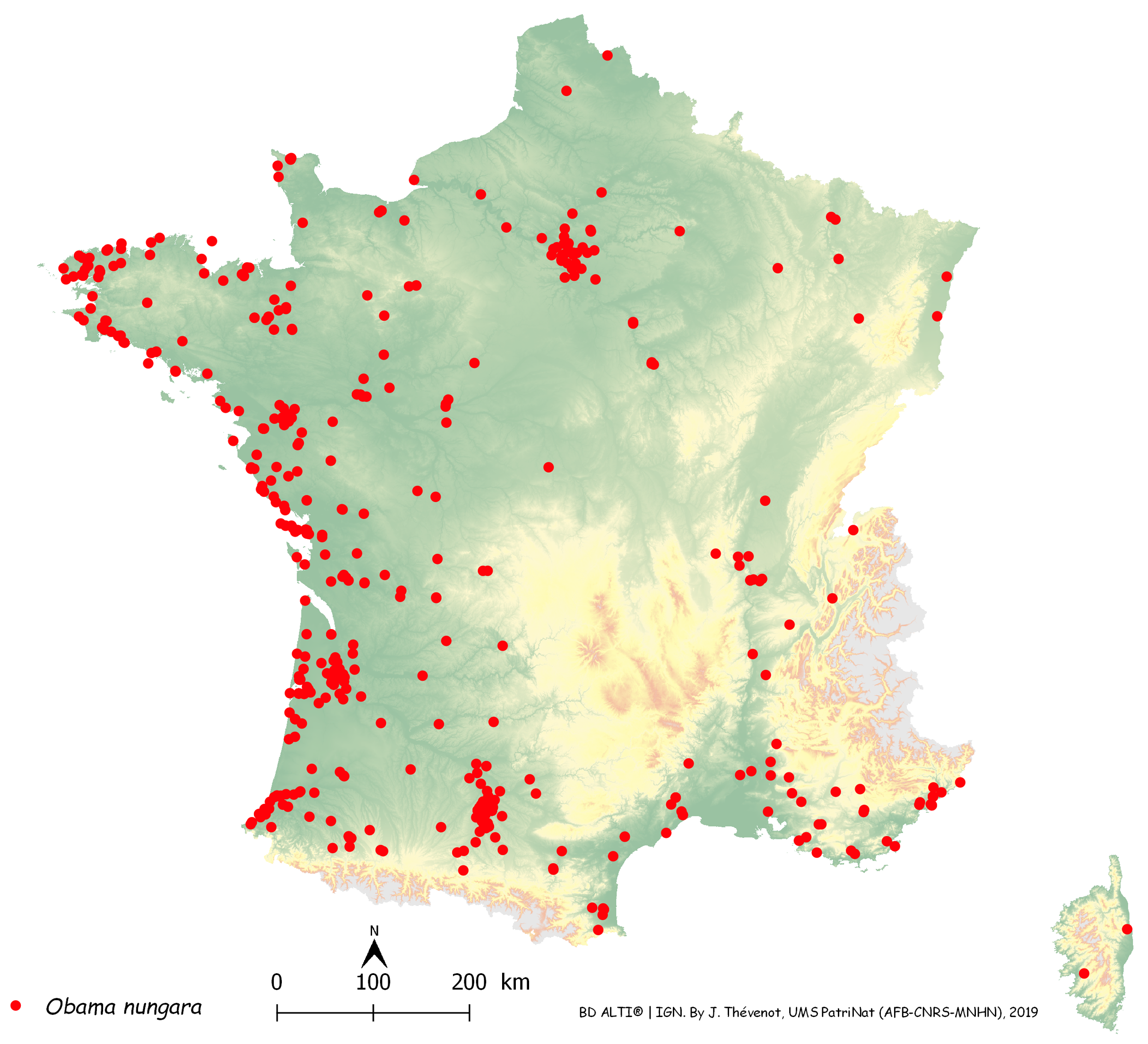
Den invasiva spridningen av arten i centrala Frankrike år 2020, där varje röd prick är en observation.

Lövplattmask är en medelstor plattmask med en lansettformad kropp, som mäter upp till 8 cm. Bakgrundsfärgen på ryggen varierar från gyllengul till honungsgul och är täckt med mörkbruna till svarta fläckar, och fläckar samlade i korta och oregelbundna längsgående ränder, vilket ger den ett ljust till mörkbrunt marmorerat utseende. En fin linje utan brun pigmentering löper vanligtvis längs mitten av dorsum, ibland med en diffus mörk kant. Hos vissa individer kan denna linje kan vara helt täckt av brunt pigment och därmed inte synas. Den ventrala sidan är enhetligt krämfärgad till gråvit.
Lövplattmask är mycket lik arten Obama marmorata, som lever sympatriskt med lövplattmask i delar av Brasilien. På grund av detta trodde man först att det var samma art, varför lövplattmask beskrevs först 2016.

## Ekologi
Den förekommer främst i närheten av människan, speciellt i parker och trädgårdar. Den har dokumenterats äta  landplanariearten Endeavouria septemlineata men också maskar och snäckor. Eftersom den äter daggmask kan den utgöra ett hot, eftersom de är så viktiga för ekosystemet för att bryta ned växtdelar och skapa ny jord.

## Namn
Släktnamnet Obama härstammar från språket tupi som talas av tupifolket i Brasilien. Det har alltså inget att göra med USA:s tidigare president Barack Obama. Artepitet nungara härstammar också från Tupi och betyder ungefär "liknande" eller "samma", och refererar till likheten med Obama marmorata. Den har fått det svenska trivialnamnet lövplattmask.